# Mongoloraphidia pudica
Mongoloraphidia pudica är en halssländeart som beskrevs av H. Aspöck et al. 1985. Mongoloraphidia pudica ingår i släktet Mongoloraphidia och familjen ormhalssländor. Inga underarter finns listade i Catalogue of Life.